# Hollywood Walk of Fame/Kategorie Film

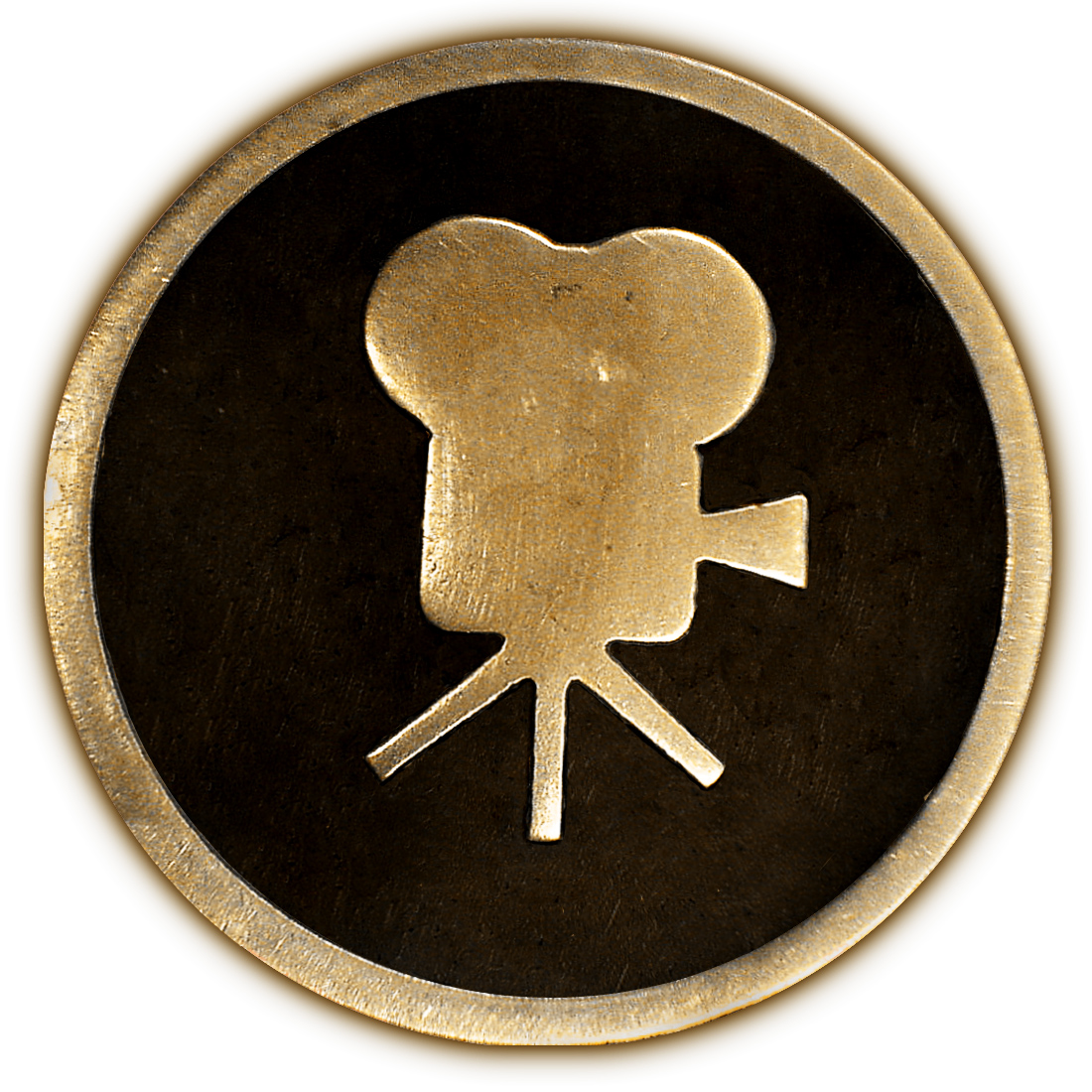
Symbol der Kategorie Film (motion pictures) der Sterne auf dem Hollywood Walk of Fame.

Hier finden sich die mit einem Stern der Kategorie Motion Pictures auf dem Hollywood Walk of Fame ausgezeichneten Künstler.

## A
| Name                    | Adresse                  |
| ----------------------- | ------------------------ |
| Bud Abbott              | 1611 Vine Street         |
| Art Acord               | 1709 Vine Street         |
| Amy Adams               | 6280 Hollywood Blvd.     |
| Renée Adorée            | 1601 Vine Street         |
| Philip Ahn              | 6211 Hollywood Blvd.     |
| Frank Albertson         | 6754 Hollywood Blvd.     |
| Rex Allen               | 6821 Hollywood Blvd.     |
| Kirstie Alley           | 7000 Hollywood Blvd.     |
| June Allyson            | 1537 Vine Street         |
| Don Alvarado            | 6504 Hollywood Blvd.     |
| Adrienne Ames           | 1612 Vine Street         |
| Broncho Billy Anderson  | 1651 Vine Street         |
| Mary Anderson           | 1646 Vine Street         |
| Julie Andrews           | 6901 Hollywood Blvd.     |
| Heather Angel           | 6301 Hollywood Blvd.     |
| Jennifer Aniston        | 6270 Hollywood Blvd.     |
| Ann-Margret             | 6501 Hollywood Blvd.     |
| Roscoe „Fatty“ Arbuckle | 6701 Hollywood Blvd.     |
| Alan Arkin              | 6914 Hollywood Blvd.     |
| Samuel Z. Arkoff        | 7046 Hollywood Blvd.     |
| Richard Arlen           | 6755 Hollywood Blvd.     |
| George Arliss           | 6648-1/2 Hollywood Blvd. |
| Desi Arnaz              | 6325-1/2 Hollywood Blvd. |
| Jean Arthur             | 6333 Hollywood Blvd.     |
| Dorothy Arzner          | 1500 N. Vine Street      |
| Nils Asther             | 6705 Hollywood Blvd.     |
| Fred Astaire            | 6756 Hollywood Blvd.     |
| Mary Astor              | 6701 Hollywood Blvd.     |
| Gene Autry              | 6644 Hollywood Blvd.     |
| Agnes Ayres             | 6504 Hollywood Blvd.     |
| Lew Ayres               | 6385 Hollywood Blvd.     |

## B
| Name                | Adresse              |
| ------------------- | -------------------- |
| Lauren Bacall       | 1724 Vine Street     |
| James Bacon         | 1637 Vine Street     |
| Kevin Bacon         | 6356 Hollywood Blvd. |
| Lloyd Bacon         | 7011 Hollywood Blvd. |
| King Baggot         | 6312 Hollywood Blvd. |
| Fay Bainter         | 7021 Hollywood Blvd. |
| Carroll Baker       | 1725 Vine Street     |
| Rick Baker          | 6764 Hollywood Blvd. |
| Simon Baker         | 6352 Hollywood Blvd. |
| Lucille Ball        | 6436 Hollywood Blvd. |
| Antonio Banderas    | 6801 Hollywood Blvd. |
| Tallulah Bankhead   | 6141 Hollywood Blvd. |
| Vilma Bánky         | 7021 Hollywood Blvd. |
| Theda Bara          | 6307 Hollywood Blvd. |
| Javier Bardem       | 6834 Hollywood Blvd. |
| Lynn Bari           | 6116 Hollywood Blvd. |
| Binnie Barnes       | 1501 Vine Street     |
| Mona Barrie         | 6140 Hollywood Blvd. |
| Wendy Barrie        | 1708 Vine Street     |
| Bessie Barriscale   | 6652 Hollywood Blvd. |
| Drew Barrymore      | 6925 Hollywood Blvd. |
| Ethel Barrymore     | 7001 Hollywood Blvd. |
| John Barrymore      | 6667 Hollywood Blvd. |
| Lionel Barrymore    | 1724 Vine Street     |
| Richard Barthelmess | 6755 Hollywood Blvd. |
| Freddie Bartholomew | 6663 Hollywood Blvd. |
| Richard Basehart    | 6276 Hollywood Blvd. |
| Kim Basinger        | 7021 Hollywood Blvd. |
| Lina Basquette      | 1529 Vine Street     |
| Angela Bassett      | 7000 Hollywood Blvd. |
| Jason Bateman       | 6533 Hollywood Blvd. |
| Kathy Bates         | 6927 Hollywood Blvd. |
| Anne Baxter         | 6741 Hollywood Blvd. |
| Warner Baxter       | 6284 Hollywood Blvd. |
| Beverly Bayne       | 1752 Vine Street     |
| William Beaudine    | 1777 Vine Street     |
| Wallace Beery       | 7001 Hollywood Blvd. |
| Kristen Bell        | 6225 Hollywood Blvd. |
| Tinker Bell         | 6834 Hollywood Blvd. |
| Madge Bellamy       | 6517 Hollywood Blvd. |
| Robert Benchley     | 1724 Vine Street     |
| Annette Bening      | 6927 Hollywood Blvd. |
| Belle Bennett       | 1511 Vine Street     |
| Constance Bennett   | 6250 Hollywood Blvd. |
| Joan Bennett        | 6300 Hollywood Blvd. |
| Jack Benny          | 6650 Hollywood Blvd. |
| Edgar Bergen        | 6766 Hollywood Blvd. |
| Ingrid Bergman      | 6759 Hollywood Blvd. |
| Sarah Bernhardt     | 1751 Vine Street     |
| Elmer Bernstein     | 7083 Hollywood Blvd. |
| Halle Berry         | 6801 Hollywood Blvd. |
| Bernardo Bertolucci | 6925 Hollywood Blvd. |
| Edna Best           | 6124 Hollywood Blvd. |
| Charles Bickford    | 6780 Hollywood Blvd. |
| Constance Binney    | 6301 Hollywood Blvd. |
| Jack Black          | 6441 Hollywood Blvd. |
| Sidney Blackmer     | 1625 Vine Street     |
| Carlyle Blackwell   | 6340 Hollywood Blvd. |
| Cate Blanchett      | 6712 Hollywood Blvd. |
| Joan Blondell       | 6311 Hollywood Blvd. |
| Orlando Bloom       | 6927 Hollywood Blvd. |
| Monte Blue          | 6290 Hollywood Blvd. |
| Ann Blyth           | 6733 Hollywood Blvd. |
| Betty Blythe        | 1708 Vine Street     |
| Eleanor Boardman    | 6928 Hollywood Blvd. |
| Humphrey Bogart     | 6322 Hollywood Blvd. |
| Mary Boland         | 6150 Hollywood Blvd. |
| John Boles          | 6530 Hollywood Blvd. |
| Richard Boleslawski | 7021 Hollywood Blvd. |
| Ray Bolger          | 6788 Hollywood Blvd. |
| Beulah Bondi        | 1718 Vine Street     |
| Shirley Booth       | 6850 Hollywood Blvd. |
| Olive Borden        | 6801 Hollywood Blvd. |
| Ernest Borgnine     | 6324 Hollywood Blvd. |
| Frank Borzage       | 6300 Hollywood Blvd. |
| Hobart Bosworth     | 6522 Hollywood Blvd. |
| Clara Bow           | 1500 Vine Street     |
| John Bowers         | 1709 Vine Street     |
| William Boyd        | 1734 Vine Street     |
| Charles Boyer       | 6300 Hollywood Blvd. |
| Ray Bradbury        | 6644 Hollywood Blvd. |
| Alice Brady         | 6201 Hollywood Blvd. |
| Marlon Brando       | 1765 Vine Street     |
| Walter Brennan      | 6501 Hollywood Blvd. |
| Evelyn Brent        | 6548 Hollywood Blvd. |
| George Brent        | 1709 Vine Street     |
| Mary Brian          | 1559 Vine Street     |
| Fanny Brice         | 6415 Hollywood Blvd. |
| Beau Bridges        | 7065 Hollywood Blvd. |
| Jeff Bridges        | 7065 Hollywood Blvd. |
| Bernie Brillstein   | 7018 Hollywood Blvd. |
| Albert R. Broccoli  | 6910 Hollywood Blvd. |
| Matthew Broderick   | 6801 Hollywood Blvd. |
| Charles Bronson     | 6901 Hollywood Blvd. |
| Mel Brooks          | 6712 Hollywood Blvd. |
| Richard Brooks      | 6422 Hollywood Blvd. |
| Pierce Brosnan      | 7083 Hollywood Blvd  |
| Clarence Brown      | 1752 Vine Street     |
| Harry Joe Brown     | 1777 Vine Street     |
| Joe E. Brown        | 1680 Vine Street     |
| Johnny Mack Brown   | 6101 Hollywood Blvd. |
| Tom Brown           | 1648 Vine Street     |
| Vanessa Brown       | 1621 Vine Street     |
| Tod Browning        | 6225 Hollywood Blvd. |
| Jerry Bruckheimer   | 6838 Hollywood Blvd. |
| Yul Brynner         | 6162 Hollywood Blvd. |
| Sandra Bullock      | 6801 Hollywood Blvd. |
| Bugs Bunny          | 7007 Hollywood Blvd. |
| John Bunny          | 1715 Vine Street     |
| Billie Burke        | 6617 Hollywood Blvd. |
| Smiley Burnette     | 6125 Hollywood Blvd. |
| Bob Burns           | 1601 Vine Street     |
| George Burns        | 1639 Vine Street     |
| Richard Burton      | 6336 Hollywood Blvd. |
| Mae Busch           | 7021 Hollywood Blvd. |
| Francis X. Bushman  | 1651 Vine Street     |
| David Butler        | 6561 Hollywood Blvd. |
| Charles Butterworth | 7036 Hollywood Blvd. |
| Tim Burton          | 6600 Hollywood Blvd. |
| Spring Byington     | 6507 Hollywood Blvd. |

## C
| Name                | Adresse              |
| ------------------- | -------------------- |
| James Caan          | 6648 Hollywood Blvd. |
| Nicolas Cage        | 7021 Hollywood Blvd. |
| James Cagney        | 6504 Hollywood Blvd. |
| Alice Calhoun       | 6815 Hollywood Blvd. |
| Rory Calhoun        | 7007 Hollywood Blvd. |
| James Cameron       | 6712 Hollywood Blvd. |
| Dyan Cannon         | 6608 Hollywood Blvd. |
| Judy Canova         | 6821 Hollywood Blvd. |
| Cantinflas          | 6438 Hollywood Blvd. |
| Eddie Cantor        | 6648 Hollywood Blvd. |
| Yakima Canutt       | 1500 Vine Street     |
| Frank Capra         | 6614 Hollywood Blvd. |
| Steve Carell        | 6708 Hollywood Blvd  |
| Harry Carey         | 1521 Vine Street     |
| Kitty Carlisle      | 6611 Hollywood Blvd. |
| Mary Carlisle       | 6679 Hollywood Blvd. |
| Sue Carol           | 1639 N. Vine Street  |
| Leslie Caron        | 6153 Hollywood Blvd. |
| John Carradine      | 6240 Hollywood Blvd. |
| Leo Carrillo        | 1635 Vine Street     |
| Madeleine Carroll   | 6707 Hollywood Blvd. |
| Nancy Carroll       | 1725 Vine Street     |
| Gilbert Cates       | 7065 Hollywood Blvd. |
| Walter Catlett      | 1713 Vine Street     |
| Richard Chamberlain | 7018 Hollywood Blvd. |
| John Chambers       | 7006 Hollywood Blvd. |
| Jackie Chan         | 6801 Hollywood Blvd. |
| Jeff Chandler       | 1770 Vine Street     |
| Lon Chaney, Sr.     | 7046 Hollywood Blvd. |
| Charles Chaplin     | 6751 Hollywood Blvd. |
| Cyd Charisse        | 1601 Vine Street     |
| Charley Chase       | 6630 Hollywood Blvd. |
| Chevy Chase         | 7021 Hollywood Blvd. |
| Ilka Chase          | 6361 Hollywood Blvd. |
| Macaulay Culkin     | 6353 Hollywood Blvd. |
| Ruth Chatterton     | 6263 Hollywood Blvd. |
| Virginia Cherrill   | 1545 Vine Street     |
| Maurice Chevalier   | 1651 Vine Street     |
| Al Christie         | 6771 Hollywood Blvd. |
| Charles Christie    | 1719 Vine Street     |
| Ina Claire          | 6150 Hollywood Blvd. |
| Marguerite Clark    | 6300 Hollywood Blvd. |
| Ethel Clayton       | 6936 Hollywood Blvd. |
| Montgomery Clift    | 6100 Hollywood Blvd. |
| Glenn Close         | 7000 Hollywood Blvd. |
| Andy Clyde          | 6758 Hollywood Blvd. |
| Charles Coburn      | 6268 Hollywood Blvd. |
| James Coburn        | 7055 Hollywood Blvd. |
| Steve Cochran       | 1750 Hollywood Blvd. |
| George M. Cohan     | 6734 Hollywood Blvd. |
| Arthur Cohn         | 7000 Hollywood Blvd. |
| Claudette Colbert   | 6812 Hollywood Blvd. |
| Constance Collier   | 6231 Hollywood Blvd. |
| William Collier     | 6340 Hollywood Blvd. |
| Joan Collins        | 6901 Hollywood Blvd. |
| Ronald Colman       | 6801 Hollywood Blvd. |
| Betty Compson       | 1751 Vine Street     |
| Chester Conklin     | 1560 Vine Street     |
| Heinie Conklin      | 1776 Vine Street     |
| Bill Conti          | 6541 Hollywood Blvd. |
| Jack Conway         | 1500 Vine Street     |
| Jackie Coogan       | 1654 Vine Street     |
| Clyde Cook          | 6531 Hollywood Blvd. |
| Donald Cook         | 1718 Vine Street     |
| Gary Cooper         | 6243 Hollywood Blvd. |
| Jackie Cooper       | 1507 Vine Street     |
| Merian C. Cooper    | 6525 Hollywood Blvd. |
| Roger Corman        | 7013 Hollywood Blvd. |
| Ricardo Cortez      | 1500 Vine Street     |
| Dolores Costello    | 1645 Vine Street     |
| Helene Costello     | 1500 Vine Street     |
| Lou Costello        | 6438 Hollywood Blvd. |
| Maurice Costello    | 6515 Hollywood Blvd. |
| Kevin Costner       | 6801 Hollywood Blvd. |
| Joseph Cotten       | 6382 Hollywood Blvd. |
| Daniel Craig        | 7007 Hollywood Blvd. |
| Broderick Crawford  | 6901 Hollywood Blvd. |
| Joan Crawford       | 1752 Vine Street     |
| Laird Cregar        | 1716 Vine Street     |
| Richard Crenna      | 6714 Hollywood Blvd. |
| Laura Hope Crews    | 6251 Hollywood Blvd. |
| Donald Crisp        | 1628 Vine Street     |
| John Cromwell       | 6555 Hollywood Blvd. |
| Richard Cromwell    | 1627 Vine Street     |
| Bing Crosby         | 1611 Vine Street     |
| Russell Crowe       | 6801 Hollywood Blvd. |
| Tom Cruise          | 6912 Hollywood Blvd. |
| Penélope Cruz       | 6834 Hollywood Blvd. |
| James Cruze         | 6922 Hollywood Blvd. |
| Billy Crystal       | 6925 Hollywood Blvd. |
| George Cukor        | 6378 Hollywood Blvd. |
| Constance Cummings  | 6201 Hollywood Blvd. |
| Irving Cummings     | 6816 Hollywood Blvd. |
| Robert Cummings     | 6816 Hollywood Blvd. |
| Alan Curtis         | 7021 Hollywood Blvd. |
| Jamie Lee Curtis    | 6600 Hollywood Blvd. |
| Tony Curtis         | 6817 Hollywood Blvd. |
| Michael Curtiz      | 6640 Hollywood Blvd. |
| John Cusack         | 6644 Hollywood Blvd. |

## D
| Name                   | Adresse              |
| ---------------------- | -------------------- |
| Arlene Dahl            | 1624 Vine Street     |
| Dorothy Dalton         | 1560 Vine Street     |
| Matt Damon             | 6801 Hollywood Blvd. |
| Viola Dana             | 6541 Hollywood Blvd. |
| Dorothy Dandridge      | 6719 Hollywood Blvd. |
| Karl Dane              | 6140 Hollywood Blvd. |
| Rodney Dangerfield     | 6366 Hollywood Blvd. |
| Bebe Daniels           | 1716 Vine Street     |
| Linda Darnell          | 1631 Vine Street     |
| Jane Darwell           | 6735 Hollywood Blvd. |
| Delmer Daves           | 1634 Vine Street     |
| Marion Davies          | 6326 Hollywood Blvd. |
| Bette Davis            | 6225 Hollywood Blvd. |
| Joan Davis             | 1521 Vine Street     |
| Viola Davis            | 7013 Hollywood Blvd. |
| Doris Day              | 6735 Hollywood Blvd. |
| Laraine Day            | 6676 Hollywood Blvd. |
| Dead End Kids          | 7080 Hollywood Blvd. |
| James Dean             | 1719 Vine Street     |
| Eugenio Derbez         | 7013 Hollywood Blvd. |
| Yvonne De Carlo        | 6124 Hollywood Blvd. |
| Willem Dafoe           | 6284 Hollywood Blvd. |
| Frances Dee            | 7080 Hollywood Blvd. |
| Lee De Forest          | 1752 Vine Street     |
| Carter DeHaven         | 1742 Vine Street     |
| Gloria DeHaven         | 6933 Hollywood Blvd. |
| Olivia de Havilland    | 6762 Hollywood Blvd. |
| Dolores del Río        | 1630 Vine Street     |
| Roy Del Ruth           | 6150 Hollywood Blvd. |
| Marguerite De La Motte | 6902 Hollywood Blvd. |
| Dom DeLuise            | 1765 N. Vine Street  |
| William Demarest       | 6667 Hollywood Blvd. |
| Cecil B. DeMille       | 1725 Vine Street     |
| Reginald Denny         | 6657 Hollywood Blvd. |
| Johnny Depp            | 7018 Hollywood Blvd. |
| Bruce Dern             | 6270 Hollywood Blvd. |
| Laura Dern             | 6270 Hollywood Blvd. |
| Elliott Dexter         | 1751 Vine Street     |
| Cameron Diaz           | 6712 Hollywood Blvd. |
| Vin Diesel             | 7000 Hollywood Blvd. |
| William Dieterle       | 6901 Hollywood Blvd. |
| Marlene Dietrich       | 6400 Hollywood Blvd. |
| Roy O. Disney          | 6833 Hollywood Blvd. |
| Walt Disney            | 7021 Hollywood Blvd. |
| Richard Dix            | 1608 Vine Street     |
| Edward Dmytryk         | 6241 Hollywood Blvd. |
| Robert Donat           | 6420 Hollywood Blvd. |
| Richard Donner         | 6712 Hollywood Blvd. |
| Lauren Shuler Donner   | 6712 Hollywood Blvd. |
| James Doohan           | 7021 Hollywood Blvd. |
| Marie Doro             | 1725 Vine Street     |
| Kirk Douglas           | 6263 Hollywood Blvd. |
| Melvyn Douglas         | 6423 Hollywood Blvd. |
| Michael Douglas        | 6259 Hollywood Blvd. |
| Paul Douglas           | 1648 Hollywood Blvd. |
| Billie Dove            | 6351 Hollywood Blvd. |
| Frances Drake          | 6821 Hollywood Blvd. |
| Louise Dresser         | 6538 Hollywood Blvd. |
| Marie Dressler         | 1731 Vine Street     |
| Ellen Drew             | 6901 Hollywood Blvd. |
| Mr. & Mrs. Sidney Drew | 6901 Hollywood Blvd. |
| Richard Dreyfuss       | 7021 Hollywood Blvd. |
| Bobby Driscoll         | 1560 Vine Street     |
| Donald Duck            | 6840 Hollywood Blvd  |
|                        |                      |
| Faye Dunaway           | 7021 Hollywood Blvd. |
| James Dunn             | 6555 Hollywood Blvd. |
| Irene Dunne            | 6440 Hollywood Blvd. |
| Philip Dunne           | 6725 Hollywood Blvd. |
| Mildred Dunnock        | 6613 Hollywood Blvd. |
| Kirsten Dunst          | 7076 Hollywood Blvd. |
| Jimmy Durante          | 1600 Vine Street     |
| Deanna Durbin          | 1724 Vine Street     |
| Charles Durning        | 6504 Hollywood Blvd. |
| Robert Duvall          | 6801 Hollywood Blvd. |
| Ann Dvorak             | 6321 Hollywood Blvd. |
| Allan Dwan             | 6263 Hollywood Blvd. |

## E
| Name           | Adresse              |
| -------------- | -------------------- |
| George Eastman | 1709 Vine Street     |
| Roger Ebert    | 6834 Hollywood Blvd. |
| Buddy Ebsen    | 1765 Vine Street     |
| Nelson Eddy    | 6311 Hollywood Blvd. |
| Robert Edeson  | 1628 Vine Street     |
| Michael Eisner | 6834 Hollywood Blvd. |
| Zac Efron      | 6426 Hollywood Blvd. |
| Faye Emerson   | 6529 Hollywood Blvd. |
| Leon Errol     | 6801 Hollywood Blvd. |
| Ruth Etting    | 6563 Hollywood Blvd. |
| Madge Evans    | 1752 Vine Street     |
| Robert Evans   | 6925 Hollywood Blvd. |

## F
| Name                   | Adresse              |
| ---------------------- | -------------------- |
| Max Factor             | 6922 Hollywood Blvd. |
| Douglas Fairbanks, Jr. | 6318 Hollywood Blvd. |
| Douglas Fairbanks, Sr. | 7022 Hollywood Blvd. |
| Jerry Fairbanks        | 6384 Hollywood Blvd. |
| Dustin Farnum          | 6635 Hollywood Blvd. |
| William Farnum         | 6322 Hollywood Blvd. |
| Geraldine Farrar       | 1620 Vine Street     |
| Charles Farrell        | 7021 Hollywood Blvd. |
| Glenda Farrell         | 6524 Hollywood Blvd. |
| John Farrow            | 6300 Hollywood Blvd. |
| William Faversham      | 1724 Vine Street     |
| Frank Fay              | 6282 Hollywood Blvd. |
| Alice Faye             | 6930 Hollywood Blvd. |
| Julia Faye             | 6501 Hollywood Blvd. |
| Louise Fazenda         | 6801 Hollywood Blvd. |
| Will Ferrell           | 6767 Hollywood Blvd. |
| Helen Ferguson         | 6153 Hollywood Blvd. |
| José Ferrer            | 6541 Hollywood Blvd. |
| Mel Ferrer             | 6268 Hollywood Blvd. |
| Stepin Fetchit         | 1751 Vine Street     |
| Sally Field            | 6767 Hollywood Blvd. |
| W. C. Fields           | 7004 Hollywood Blvd. |
| Flora Finch            | 6673 Hollywood Blvd. |
| Colin Firth            | 6714 Hollywood Blvd. |
| Carrie Fisher          | 6834 Hollywood Blvd. |
| Barry Fitzgerald       | 6252 Hollywood Blvd. |
| Geraldine Fitzgerald   | 6353 Hollywood Blvd. |
| George Fitzmaurice     | 6601 Hollywood Blvd. |
| James A. Fitzpatrick   | 1611 Vine Street     |
| Rhonda Fleming         | 6660 Hollywood Blvd. |
| Victor Fleming         | 1719 Vine Street     |
| Errol Flynn            | 6654 Hollywood Blvd. |
| Nina Foch              | 6322 Hollywood Blvd. |
| Henry Fonda            | 1601 Vine Street     |
| Peter Fonda            | 7018 Hollywood Blvd. |
| Joan Fontaine          | 1645 Vine Street     |
| Glenn Ford             | 6933 Hollywood Blvd. |
| Harrison Ford          | 6665 Hollywood Blvd  |
| Harrison Ford          | 6801 Hollywood Blvd. |
| John Ford              | 1640 Vine Street     |
| Jodie Foster           | 6927 Hollywood Blvd. |
| Michael J. Fox         | 7021 Hollywood Blvd. |
| William Fox            | 6541 Hollywood Blvd. |
| Eddie Foy              | 1725 Vine Street     |
| Kay Francis            | 6766 Hollywood Blvd. |
| James Franco           | 6838 Hollywood Blvd. |
| Sidney Franklin        | 6566 Hollywood Blvd. |
| William Frawley        | 6322 Hollywood Blvd. |
| Pauline Frederick      | 7000 Hollywood Blvd. |
| Y. Frank Freeman       | 6821 Hollywood Blvd. |
| Morgan Freeman         | 7021 Hollywood Blvd. |
| William Friedkin       | 6925 Hollywood Blvd. |
| Annette Funicello      | 6834 Hollywood Blvd. |
| Betty Furness          | 1533 Vine Street     |

## G
| Name                    | Adresse              |
| ----------------------- | -------------------- |
| Clark Gable             | 1608 Vine Street     |
| Helen Gahagan           | 1708 Vine Street     |
| Greta Garbo             | 6901 Hollywood Blvd. |
| Andy García             | 7000 Hollywood Blvd. |
| Ava Gardner             | 1560 Vine Street     |
| John Garfield           | 7065 Hollywood Blvd. |
| Judy Garland            | 1715 Vine Street     |
| Jennifer Garner         | 6920 Hollywood Blvd. |
| Peggy Ann Garner        | 6604 Hollywood Blvd. |
| Tay Garnett             | 6556 Hollywood Blvd. |
| Greer Garson            | 1651 Vine Street     |
| Janet Gaynor            | 6284 Hollywood Blvd. |
| Mitzi Gaynor            | 6288 Hollywood Blvd. |
| Hoot Gibson             | 1765 Vine Street     |
| Billy Gilbert           | 6263 Hollywood Blvd. |
| John Gilbert            | 1755 Vine Street     |
| Dorothy Gish            | 6385 Hollywood Blvd. |
| Lillian Gish            | 1720 Vine Street     |
| Louise Glaum            | 6834 Hollywood Blvd. |
| James Gleason           | 7038 Hollywood Blvd. |
| Paulette Goddard        | 1652 Vine Street     |
| Godzilla                | 6925 Hollywood Blvd. |
| Whoopi Goldberg         | 6801 Hollywood Blvd. |
| Jeff Goldblum           | 6656 Hollywood Blvd. |
| Samuel Goldwyn          | 1631 Vine Street     |
| Pedro Gonzalez Gonzalez | 1555 Vine Street     |
| Cuba Gooding, Jr.       | 6834 Hollywood Blvd. |
| John Goodman            | 6767 Hollywood Blvd. |
| Mike Gore               | 6315 Hollywood Blvd. |
| Louis Gossett Jr.       | 7000 Hollywood Blvd. |
| Jetta Goudal            | 6333 Hollywood Blvd. |
| Betty Grable            | 6525 Hollywood Blvd. |
| Cary Grant              | 1610 Vine Street     |
| Gloria Grahame          | 6522 Hollywood Blvd. |
| Bonita Granville        | 6607 Hollywood Blvd. |
| Sid Grauman             | 6379 Hollywood Blvd. |
| Peter Graves            | 6667 Hollywood Blvd. |
| Gilda Gray              | 6620 Hollywood Blvd. |
| Kathryn Grayson         | 1600 Vine Street     |
| Brian Grazer            | 7000 Hollywood Blvd  |
| Alfred E. Green         | 6529 Hollywood Blvd. |
| Jack N. Green           | 6925 Hollywood Blvd. |
| Mitzi Green             | 6430 Hollywood Blvd. |
| Jane Greer              | 1634 Vine Street     |
| Ewan McGregor           | 6840 Hollywood Blvd. |
| Corinne Griffith        | 1560 Vine Street     |
| D. W. Griffith          | 6535 Hollywood Blvd. |
| Raymond Griffith        | 6124 Hollywood Blvd. |
| Texas Guinan            | 1765 Vine Street     |
| Alec Guinness           | 1559 Vine Street     |
| Steve Guttenberg        | 6411 Hollywood Blvd. |
| Edmund Gwenn            | 1755 Vine Street     |
| Giancarlo Giannini      | 6361 Hollywood Blvd. |

## H
| Name                  | Adresse                 |
| --------------------- | ----------------------- |
| William Haines        | 7012 Hollywood Blvd.    |
| Alan Hale, Sr.        | 6532 Hollywood Blvd.    |
| Creighton Hale        | 6915 Hollywood Blvd.    |
| Monte Hale            | 7000 Hollywood Blvd.    |
| Conrad L. Hall        | 7060 Hollywood Blvd.    |
| Jon Hall              | 1724 Vine Street        |
| Mark Hamill           | 6834 Hollywood Blvd.    |
| George Hamilton       | 7021 Hollywood Blvd.    |
| Lloyd Hamilton        | 6141 Hollywood Blvd.    |
| Neil Hamilton         | 6634 Hollywood Blvd.    |
| Tom Hanks             | 7000 Hollywood Blvd.    |
| Ann Harding           | 6201 Hollywood Blvd.    |
| Cedric Hardwicke      | 6201 Hollywood Blvd.    |
| Oliver Hardy          | 1500 Vine Street        |
| Jean Harlow           | 6910 Hollywood Blvd.    |
| Ed Harris             | 6721 Hollywood Blvd.    |
| Mildred Harris        | 6307 Hollywood Blvd.    |
| Rex Harrison          | 6904 Hollywood Blvd.    |
| Ray Harryhausen       | 6840 Hollywood Blvd.    |
| William S. Hart       | 6363 Hollywood Blvd.    |
| Signe Hasso           | 7080 Hollywood Blvd.    |
| Anne Hathaway         | 6927 Hollywood Blvd.    |
| Henry Hathaway        | 1638 Vine Street        |
| Raymond Hatton        | 1708 Vine Street        |
| June Haver            | 1777 Vine Street        |
| June Havoc            | 6618 Hollywood Blvd.    |
| Howard Hawks          | 1708 Vine Street        |
| Goldie Hawn           | 6201 Hollywood Blvd.    |
| Sessue Hayakawa       | 1645 Vine Street        |
| Helen Hayes           | 6258 Hollywood Blvd.    |
| Will H. Hays          | 6116 Hollywood Blvd.    |
| Louis Hayward         | 1500 Vine Street        |
| Susan Hayward         | 6251 Hollywood Blvd.    |
| Rita Hayworth         | 1645 Vine Street        |
| Edith Head            | 6504 Hollywood Blvd.    |
| Eileen Heckart        | 6140 Hollywood Blvd.    |
| Tippi Hedren          | 7060 Hollywood Blvd.    |
| Van Heflin            | 6311 Hollywood Blvd.    |
| Chris Hemsworth       | 6819 Hollywood Blvd.    |
| Sascha Henkel         | 6101 Hollywood Blvd.    |
| Paul Henreid          | 6366 Hollywood Blvd.    |
| Taraji P. Henson      | 6212 Hollywood Blvd.    |
| Audrey Hepburn        | 1652 Vine Street        |
| Katharine Hepburn     | 6284 Hollywood Blvd.    |
| Hugh Herbert          | 6251 Hollywood Blvd.    |
| Pee-Wee Herman        | 6562 Hollywood Blvd.    |
| Jean Hersholt         | 6501 Hollywood Blvd.    |
| Irene Hervey          | 6336 Hollywood Blvd.    |
| Charlton Heston       | 1628 Hollywood Blvd.    |
| Alfred Hitchcock      | 6506 Hollywood Blvd.    |
| William Holden        | 1651 Vine Street        |
| Judy Holliday         | 6901 Hollywood Blvd.    |
| Gordon Hollingshead   | 6200 Hollywood Blvd.    |
| Celeste Holm          | 1500 Vine Street        |
| Burton Holmes         | 6600 Hollywood Blvd.    |
| Phillips Holmes       | 6908 Hollywood Blvd.    |
| Taylor Holmes         | 6821 Hollywood Blvd.    |
| Jack Holt             | 6313-1/2 Hollywood Blvd |
| Bob Hope              | 6541 Hollywood Blvd.    |
| Anthony Hopkins       | 6801 Hollywood Blvd.    |
| Miriam Hopkins        | 1709 Vine Street        |
| Dennis Hopper         | 6712 Hollywood Blvd.    |
| Hedda Hopper          | 6313 Hollywood Blvd     |
| Lena Horne            | 6282 Hollywood Blvd.    |
| Edward Everett Horton | 6427 Hollywood Blvd     |
| Harry Houdini         | 7001 Hollywood Blvd.    |
| Leslie Howard         | 6550 Hollywood Blvd.    |
| Ron Howard            | 6931 Hollywood Blvd.    |
| William K. Howard     | 1500 Vine Street        |
| Rochelle Hudson       | 6200 Hollywood Blvd.    |
| Rock Hudson           | 6116 Hollywood Blvd.    |
| Josephine Hull        | 6502 Hollywood Blvd.    |
| H. Bruce Humberstone  | 1752 Vine Street        |
| Holly Hunter          | 7000 Hollywood Blvd.    |
| Kim Hunter            | 1617 Vine Street        |
| Gale Anne Hurd        | 6621 Hollywood Blvd.    |
| Ruth Hussey           | 1551 Vine Street        |
| Anjelica Huston       | 6270 Hollywood Blvd.    |
| John Huston           | 1765 Hollywood Blvd.    |
| Walter Huston         | 6624 Hollywood Blvd.    |
| Betty Hutton          | 6259 Hollywood Blvd.    |

## I
| Name               | Adresse              |
| ------------------ | -------------------- |
| Thomas Harper Ince | 6727 Hollywood Blvd. |
| Rex Ingram         | 1651 Hollywood Blvd. |
| Jill Ireland       | 6751 Hollywood Blvd. |

## J
| Name               | Adresse              |
| ------------------ | -------------------- |
| Hugh Jackman       | 6931 Hollywood Blvd. |
| Samuel L. Jackson  | 7018 Hollywood Blvd. |
| Dean Jagger        | 1623 Vine Street     |
| Elsie Janis        | 6770 Hollywood Blvd. |
| Emil Jannings      | 1630 Vine Street     |
| Maurice Jarre      | 6505 Hollywood Blvd. |
| Herbert Jeffreys   | 6672 Hollywood Blvd. |
| George Jessel      | 1777 Vine Street     |
| Isabel Jewell      | 1560 Vine Street     |
| Norman Jewison     | 7000 Hollywood Blvd. |
| Scarlett Johansson | 6931 Hollywood Blvd. |
| Ben Johnson        | 7083 Hollywood Blvd. |
| Dwayne Johnson     | 6801 Hollywood Blvd. |
| Magic Johnson      | 7018 Hollywood Blvd. |
| Nunnally Johnson   | 6240 Hollywood Blvd. |
| Van Johnson        | 6600 Hollywood Blvd. |
| Al Jolson          | 6622 Hollywood Blvd. |
| Buck Jones         | 6834 Hollywood Blvd. |
| Chuck Jones        | 7011 Hollywood Blvd. |
| Jennifer Jones     | 6429 Hollywood Blvd. |
| Shirley Jones      | 1541 Vine Street     |
| Tommy Lee Jones    | 6925 Hollywood Blvd. |
| Victor Jory        | 6605 Hollywood Blvd. |
| Leatrice Joy       | 6517 Hollywood Blvd. |
| Katy Jurado        | 7065 Hollywood Blvd. |
| Michael B. Jordan  | 6201 Hollywood Blvd. |

## K
| Name              | Adresse              |
| ----------------- | -------------------- |
| Herbert Kalmus    | 6157 Hollywood Blvd. |
| Boris Karloff     | 1737 Vine Street     |
| Danny Kaye        | 6563 Hollywood Blvd. |
| Elia Kazan        | 6800 Hollywood Blvd. |
| Buster Keaton     | 6619 Hollywood Blvd. |
| Michael Keaton    | 6931 Hollywood Blvd. |
| Howard Keel       | 6253 Hollywood Blvd. |
| Ruby Keeler       | 6730 Hollywood Blvd. |
| Annette Kellerman | 6608 Hollywood Blvd. |
| DeForest Kelley   | 7021 Hollywood Blvd. |
| Gene Kelly        | 6153 Hollywood Blvd. |
| Grace Kelly       | 6329 Hollywood Blvd. |
| Nancy Kelly       | 7021 Hollywood Blvd. |
| Patsy Kelly       | 6669 Hollywood Blvd. |
| Arthur Kennedy    | 6681 Hollywood Blvd. |
| Edgar Kennedy     | 6901 Hollywood Blvd. |
| George Kennedy    | 6356 Hollywood Blvd. |
| Madge Kennedy     | 1600 Vine Street     |
| Deborah Kerr      | 1709 Vine Street     |
| J. M. Kerrigan    | 6621 Hollywood Blvd. |
| Norman Kerry      | 6724 Hollywood Blvd. |
| Nicole Kidman     | 6801 Hollywood Blvd. |
| Henry King        | 6327 Hollywood Blvd. |
| Ben Kingsley      | 6931 Hollywood Blvd. |
| Kevin Kline       | 7000 Hollywood Blvd. |
| June Knight       | 6247 Hollywood Blvd. |
| Theodore Kosloff  | 1617 Vine Street     |
| Henry Koster      | 6762 Hollywood Blvd. |
| Stanley Kramer    | 6100 Hollywood Blvd. |
| Kurt Kreuger      | 1560 Vine Street     |
| Otto Kruger       | 1734 Vine Street     |

## L
| Name              | Adresse              |
| ----------------- | -------------------- |
| Gregory La Cava   | 6906 Hollywood Blvd. |
| Alan Ladd         | 1601 Vine Street     |
| Diane Ladd        | 6270 Hollywood Blvd. |
| Sue Carol Ladd    | 1639 N. Vine Street  |
| Carl Laemmle      | 6301 Hollywood Blvd. |
| Alice Lake        | 1624 Vine Street     |
| Veronica Lake     | 6918 Hollywood Blvd. |
| Barbara La Marr   | 1621 Vine Street     |
| Hedy Lamarr       | 6247 Hollywood Blvd. |
| Dorothy Lamour    | 6332 Hollywood Blvd. |
| Burt Lancaster    | 6801 Hollywood Blvd. |
| Martin Landau     | 6801 Hollywood Blvd. |
| Elissa Landi      | 1611 Vine Street     |
| Carole Landis     | 1765 Vine Street     |
| Nathan Lane       | 6801 Hollywood Blvd. |
| Sidney Lanfield   | 6101 Hollywood Blvd. |
| Fritz Lang        | 1600 Vine Street     |
| Walter Lang       | 6520 Hollywood Blvd. |
| Harry Langdon     | 6927 Hollywood Blvd. |
| Frances Langford  | 1500 Vine Street     |
| Angela Lansbury   | 6623 Hollywood Blvd  |
| Sherry Lansing    | 6925 Hollywood Blvd. |
| Walter Lantz      | 7000 Hollywood Blvd. |
| Mario Lanza       | 6821 Hollywood Blvd. |
| Laura La Plante   | 6378 Hollywood Blvd. |
| Rod La Rocque     | 1580 Vine Street     |
| Jesse L. Lasky    | 6433 Hollywood Blvd. |
| John Lasseter     | 6834 Hollywood Blvd. |
| Lassie            | 6368 Hollywood Blvd. |
| Queen Latifah     | 6915 Hollywood Blvd. |
| Charles Laughton  | 7021 Hollywood Blvd. |
| Stan Laurel       | 7021 Hollywood Blvd. |
| Francis Lederer   | 6902 Hollywood Blvd. |
| Anna Lee          | 6777 Hollywood Blvd. |
| Bruce Lee         | 6933 Hollywood Blvd. |
| Gypsy Rose Lee    | 6351 Hollywood Blvd. |
| Lila Lee          | 1716 Vine Street     |
| Rowland V. Lee    | 6313 Hollywood Blvd. |
| Stan Lee          | 7072 Hollywood Blvd. |
| Janet Leigh       | 1777 Vine Street     |
| Vivien Leigh      | 6773 Hollywood Blvd. |
| Mitchell Leisen   | 6241 Hollywood Blvd. |
| Jack Lemmon       | 6357 Hollywood Blvd. |
| Robert Z. Leonard | 6370 Hollywood Blvd. |
| Mervyn LeRoy      | 1560 Vine Street     |
| Sol Lesser        | 6533 Hollywood Blvd. |
| Jerry Lewis       | 6821 Hollywood Blvd. |
| Al Lichtman       | 6821 Hollywood Blvd. |
| Beatrice Lillie   | 6404 Hollywood Blvd. |
| Elmo Lincoln      | 7042 Hollywood Blvd. |
| Eric Linden       | 1648 Vine Street     |
| Margaret Lindsay  | 6318 Hollywood Blvd. |
| Cleavon Little    | 7080 Hollywood Blvd. |
| Anatole Litvak    | 6635 Hollywood Blvd. |
| Frank Lloyd       | 6667 Hollywood Blvd. |
| Harold Lloyd      | 1503 Vine Street     |
| Gene Lockhart     | 6307 Hollywood Blvd. |
| June Lockhart     | 6323 Hollywood Blvd. |
| Kathleen Lockhart | 6241 Hollywood Blvd. |
| Marcus Loew       | 1617 Vine Street     |
| Joshua Logan      | 6235 Hollywood Blvd. |
| Gina Lollobrigida | 6361 Hollywood Blvd. |
| Carole Lombard    | 6930 Hollywood Blvd. |
| Sophia Loren      | 7050 Hollywood Blvd. |
| Peter Lorre       | 6619 Hollywood Blvd. |
| Anita Louise      | 6821 Hollywood Blvd. |
| Bessie Love       | 6777 Hollywood Blvd. |
| Edmund Lowe       | 6363 Hollywood Blvd. |
| Myrna Loy         | 6685 Hollywood Blvd. |
| Siegmund Lubin    | 6166 Hollywood Blvd. |
| Ernst Lubitsch    | 7042 Hollywood Blvd. |
| Bela Lugosi       | 6340 Hollywood Blvd. |
| Paul Lukas        | 6821 Hollywood Blvd. |
| Keye Luke         | 7000 Hollywood Blvd. |
| Auguste Lumière   | 6320 Hollywood Blvd. |
| Louis Lumière     | 1529 Vine Street     |
| Ida Lupino        | 6821 Hollywood Blvd. |
| A. C. Lyles       | 6840 Hollywood Blvd. |
| Diana Lynn        | 1625 Vine Street     |
| Ben Lyon          | 1724 Vine Street     |
| Bert Lytell       | 6417 Hollywood Blvd. |
| Ray Liotta        | 6201 Hollywood Blvd. |
| Ludacris          | 6426 Hollywood Blvd. |

## M
| Name                 | Adresse              |
| -------------------- | -------------------- |
| Jeanette MacDonald   | 6157 Hollywood Blvd. |
| Katherine MacDonald  | 6759 Hollywood Blvd. |
| Helen Mack           | 6310 Hollywood Blvd. |
| Shirley MacLaine     | 1617 Vine Street     |
| Fred MacMurray       | 6421 Hollywood Blvd. |
| Jeanie MacPherson    | 6150 Hollywood Blvd. |
| William H. Macy      | 7060 Hollywood Blvd. |
| Anna Magnani         | 6385 Hollywood Blvd. |
| Mako                 | 7095 Hollywood Blvd. |
| Karl Malden          | 6231 Hollywood Blvd. |
| Dorothy Malone       | 1718 Vine Street     |
| Rouben Mamoulian     | 1709 Vine Street     |
| Joseph L. Mankiewicz | 6201 Hollywood Blvd. |
| Anthony Mann         | 6229 Hollywood Blvd. |
| Delbert Mann         | 1716 Vine Street     |
| Hank Mann            | 6300 Hollywood Blvd. |
| Jayne Mansfield      | 6328 Hollywood Blvd. |
| Fredric March        | 1620 Vine Street     |
| J. Peverell Marley   | 6819 Hollywood Blvd. |
| Mae Marsh            | 1600 Vine Street     |
| George Marshall      | 7048 Hollywood Blvd. |
| Herbert Marshall     | 6200 Hollywood Blvd. |
| Dean Martin          | 6519 Hollywood Blvd. |
| Marion Martin        | 6915 Hollywood Blvd. |
| Tony Martin          | 6436 Hollywood Blvd. |
| Ilona Massey         | 1623 Vine Street     |
| Raymond Massey       | 1719 Vine Street     |
| Marlee Matlin        | 6667 Hollywood Blvd. |
| Walter Matthau       | 6357 Hollywood Blvd. |
| Victor Mature        | 6780 Hollywood Blvd. |
| Louis B. Mayer       | 1637 Vine Street     |
| Ken Maynard          | 6751 Hollywood Blvd. |
| Archie Mayo          | 6301 Hollywood Blvd. |
| Paul Mazursky        | 6667 Hollywood Blvd. |
| May McAvoy           | 1731 Vine Street     |
| Mercedes McCambridge | 1720 Vine Street     |
| Leo McCarey          | 1500 Vine Street     |
| Melissa McCarthy     | 6927 Hollywood Blvd. |
| Matthew McConaughey  | 6931 Hollywood Blvd. |
| Patty McCormack      | 6312 Hollywood Blvd. |
| Tim McCoy            | 1600 Vine Street     |
| Joel McCrea          | 6901 Hollywood Blvd. |
| Hattie McDaniel      | 1719 Vine Street     |
| Malcolm McDowell     | 6714 Hollywood Blvd. |
| George McFarland     | 7095 Hollywood Blvd. |
| Dorothy McGuire      | 6933 Hollywood Blvd. |
| Victor McLaglen      | 1735 Vine Street     |
| Norman Z. McLeod     | 1724 Vine Street     |
| Steve McQueen        | 6834 Hollywood Blvd. |
| Mike Medavoy         | 6801 Hollywood Blvd. |
| Donald Meek          | 1752 Vine Street     |
| George Meeker        | 6101 Hollywood Blvd. |
| Thomas Meighan       | 1719 Vine Street     |
| Meiklejohn           | 1777 Vine Street     |
| Adolphe Menjou       | 6826 Hollywood Blvd. |
| Alan Menken          | 6834 Hollywood Blvd. |
| Burgess Meredith     | 6904 Hollywood Blvd. |
| Una Merkel           | 6262 Hollywood Blvd. |
| Ethel Merman         | 7044 Hollywood Blvd. |
| Oscar Micheaux       | 6721 Hollywood Blvd. |
| Helen Mirren         | 6714 Hollywood Blvd. |
| Mickey Mouse         | 6925 Hollywood Blvd. |
| Toshirō Mifune       | 6912 Hollywood Blvd. |
| Lewis Milestone      | 7021 Hollywood Blvd. |
| Ray Milland          | 1621 Vine Street     |
| Ann Miller           | 6914 Hollywood Blvd. |
| Marilyn Miller       | 6301 Hollywood Blvd. |
| Vincente Minnelli    | 6676 Hollywood Blvd. |
| Mary Miles Minter    | 1724 Vine Street     |
| Carmen Miranda       | 6262 Hollywood Blvd. |
| Thomas Mitchell      | 1651 Vine Street     |
| Robert Mitchum       | 6240 Hollywood Blvd. |
| Tom Mix              | 1708 Vine Street     |
| Hal Mohr             | 6433 Hollywood Blvd. |
| Marilyn Monroe       | 6774 Hollywood Blvd. |
| Elizabeth Montgomery | 6533 Hollywood Blvd. |
| Robert Montgomery    | 6440 Hollywood Blvd. |
| Colleen Moore        | 1549 Vine Street     |
| Constance Moore      | 6270 Hollywood Blvd. |
| Dudley Moore         | 7000 Hollywood Blvd. |
| Grace Moore          | 6274 Hollywood Blvd. |
| Julianne Moore       | 6250 Hollywood Blvd. |
| Matt Moore           | 6301 Hollywood Blvd. |
| Owen Moore           | 6727 Hollywood Blvd. |
| Roger Moore          | 7007 Hollywood Blvd. |
| Terry Moore          | 7076 Hollywood Blvd. |
| Tom Moore            | 1640 Vine Street     |
| Victor Moore         | 6834 Hollywood Blvd. |
| Agnes Moorehead      | 1719 Vine Street     |
| Polly Moran          | 6300 Hollywood Blvd. |
| Antonio Moreno       | 6651 Hollywood Blvd. |
| Rita Moreno          | 7083 Hollywood Blvd. |
| Frank Morgan         | 1708 Vine Street     |
| Michèle Morgan       | 1645 Vine Street     |
| Ralph Morgan         | 1617 Vine Street     |
| Pat Morita           | 6633 Hollywood Blvd. |
| Jack Mulhall         | 1724 Vine Street     |
| Jean Muir            | 6280 Hollywood Blvd. |
| Paul Muni            | 6433 Hollywood Blvd. |
| Ona Munson           | 6250 Hollywood Blvd. |
| The Muppets          | 6834 Hollywood Blvd. |
| Dennis Muren         | 6764 Hollywood Blvd. |
| Audie Murphy         | 1601 Vine Street     |
| Charlie Murphy       | 1719 Vine Street     |
| Eddie Murphy         | 7000 Hollywood Blvd. |
| George Murphy        | 1601 Vine Street     |
| Don Murray           | 6385 Hollywood Blvd. |
| Mae Murray           | 6318 Hollywood Blvd. |
| Carmel Myers         | 1751 Vine Street     |
| Mike Myers           | 7046 Hollywood Blvd. |

## N
| Name                  | Adresse              |
| --------------------- | -------------------- |
| Conrad Nagel          | 1719 Vine Street     |
| Nita Naldi            | 6316 Hollywood Blvd. |
| Alla Nazimova         | 6933 Hollywood Blvd. |
| Patricia Neal         | 7018 Hollywood Blvd. |
| Pola Negri            | 6140 Hollywood Blvd. |
| Jean Negulesco        | 6212 Hollywood Blvd. |
| Marshall Neilan       | 6241 Hollywood Blvd. |
| Gene Nelson           | 7005 Hollywood Blvd. |
| John Nesbitt          | 1717 Vine Street     |
| Mace Neufeld          | 6714 Hollywood Blvd. |
| Paul Newman           | 7060 Hollywood Blvd. |
| Randy Newman          | 6667 Hollywood Blvd. |
| Fred Niblo            | 7014 Hollywood Blvd. |
| The Nicholas Brothers | 7083 Hollywood Blvd. |
| Jack Nicholson        | 6925 Hollywood Blvd. |
| Leslie Nielsen        | 6541 Hollywood Blvd. |
| Anna Q. Nilsson       | 6150 Hollywood Blvd. |
| Leonard Nimoy         | 6651 Hollywood Blvd. |
| David Niven           | 6384 Hollywood Blvd. |
| Marian Nixon          | 1724 Vine Street     |
| Nick Nolte            | 6433 Hollywood Blvd. |
| Mabel Normand         | 6821 Hollywood Blvd. |
| Chuck Norris          | 7000 Hollywood Blvd. |
| Kim Novak             | 6332 Hollywood Blvd. |
| Ramón Novarro         | 6350 Hollywood Blvd. |

## O
| Name                       | Adresse              |
| -------------------------- | -------------------- |
| Jack Oakie                 | 6752 Hollywood Blvd. |
| Merle Oberon               | 6274 Hollywood Blvd. |
| Dave O’Brien               | 6251 Hollywood Blvd. |
| Edmond O’Brien             | 1725 Vine Street     |
| Eugene O’Brien             | 1620 Vine Street     |
| George O’Brien             | 6201 Hollywood Blvd. |
| Margaret O’Brien           | 6606 Hollywood Blvd. |
| Pat O’Brien                | 1531 Vine Street     |
| Carroll O’Connor           | 7080 Hollywood Blvd. |
| Donald O’Connor            | 1680 Vine Street     |
| Molly O’Day                | 1708 Vine Street     |
| George O’Hanlon            | 6428 Hollywood Blvd. |
| Maureen O’Hara             | 7004 Hollywood Blvd. |
| Edna May Oliver            | 1623 Vine Street     |
| Laurence Olivier           | 6319 Hollywood Blvd. |
| Edward James Olmos         | 7021 Hollywood Blvd. |
| Mary-Kate und Ashley Olsen | 6801 Hollywood Blvd. |
| Henry O’Neill              | 6801 Hollywood Blvd. |
| Maureen O’Sullivan         | 6541 Hollywood Blvd. |

## P
| Name                | Adresse              |
| ------------------- | -------------------- |
| Anita Page          | 6116 Hollywood Blvd. |
| Janis Paige         | 6624 Hollywood Blvd. |
| George Pal          | 1720 Vine Street     |
| Eugene Pallette     | 6702 Hollywood Blvd. |
| Gwyneth Paltrow     | 6931 Hollywood Blvd. |
| Franklin Pangborn   | 1500 Vine Street     |
| Eleanor Parker      | 6340 Hollywood Blvd. |
| Jean Parker         | 6666 Hollywood Blvd. |
| Helen Parrish       | 6263 Hollywood Blvd. |
| Louella Parsons     | 6418 Hollywood Blvd. |
| Joe Pasternak       | 1541 N. Vine Street  |
| Katina Paxinou      | 1651 Vine Street     |
| John Payne          | 6125 Hollywood Blvd. |
| Gregory Peck        | 6100 Hollywood Blvd. |
| George Peppard      | 6675 Hollywood Blvd. |
| Anthony Perkins     | 6821 Hollywood Blvd. |
| Jack Perrin         | 1777 Vine Street     |
| House Peters senior | 6157 Hollywood Blvd. |
| Jon Peters          | 6925 Hollywood Blvd. |
| Susan Peters        | 1601 Vine Street     |
| Olga Petrova        | 6562 Hollywood Blvd. |
| Michelle Pfeiffer   | 6801 Hollywood Blvd. |
| Dorothy Phillips    | 6358 Hollywood Blvd. |
| Jack Pickford       | 1523 Vine Street     |
| Mary Pickford       | 6280 Hollywood Blvd. |
| Walter Pidgeon      | 6414 Hollywood Blvd. |
| ZaSu Pitts          | 6554 Hollywood Blvd. |
| Sidney Poitier      | 7065 Hollywood Blvd. |
| Snub Pollard        | 6415 Hollywood Blvd  |
| Winnie the Pooh     | 6834 Hollywood Blvd. |
| H. C. Potter        | 6633 Hollywood Blvd. |
| David Powell        | 1651 Vine Street     |
| Dick Powell         | 6915 Hollywood Blvd. |
| Eleanor Powell      | 1541 Vine Street     |
| Jane Powell         | 6818 Hollywood Blvd. |
| William Powell      | 1636 Vine Street     |
| Tyrone Power        | 6747 Hollywood Blvd. |
| Chris Pratt         | 6834 Hollywood Blvd. |
| Otto Preminger      | 6624 Hollywood Blvd. |
| Marie Prevost       | 6201 Hollywood Blvd. |
| Vincent Price       | 6201 Hollywood Blvd. |
| Aileen Pringle      | 6723 Hollywood Blvd. |
| Richard Pryor       | 6438 Hollywood Blvd. |
| Denver Pyle         | 7083 Hollywood Blvd. |

## Q
| Name          | Adresse              |
| ------------- | -------------------- |
| Dennis Quaid  | 7018 Hollywood Blvd. |
| Randy Quaid   | 7000 Hollywood Blvd. |
| Anthony Quinn | 6251 Hollywood Blvd. |

## R
| Name               | Adresse              |
| ------------------ | -------------------- |
| Daniel Radcliffe   | 6801 Hollywood Blvd. |
| George Raft        | 6159 Hollywood Blvd. |
| Luise Rainer       | 6300 Hollywood Blvd. |
| Claude Rains       | 6400 Hollywood Blvd. |
| Ella Raines        | 7021 Hollywood Blvd. |
| Esther Ralston     | 6664 Hollywood Blvd. |
| Vera Ralston       | 1752 Vine Street     |
| Marjorie Rambeau   | 6336 Hollywood Blvd. |
| Basil Rathbone     | 6549 Hollywood Blvd. |
| Gilda Radner       | 6801 Hollywood Blvd. |
| Gregory Ratoff     | 6100 Hollywood Blvd. |
| Herbert Rawlinson  | 6150 Hollywood Blvd. |
| Charles Ray        | 6355 Hollywood Blvd. |
| Martha Raye        | 6251 Hollywood Blvd. |
| Gene Raymond       | 7001 Hollywood Blvd. |
| Sumner Redstone    | 7000 Hollywood Blvd. |
| Donna Reed         | 1612 Vine Street     |
| Christopher Reeve  | 7021 Hollywood Blvd. |
| Keanu Reeves       | 6801 Hollywood Blvd. |
| Wallace Reid       | 6617 Hollywood Blvd  |
| Rob Reiner         | 6421 Hollywood Blvd. |
| Irving Reis        | 6912 Hollywood Blvd. |
| Ivan Reitman       | 7024 Hollywood Blvd  |
| Lee Remick         | 6104 Hollywood Blvd. |
| Ray Rennahan       | 6916 Hollywood Blvd. |
| Jean Renoir        | 6212 Hollywood Blvd. |
| Burt Reynolds      | 6838 Hollywood Blvd. |
| Debbie Reynolds    | 6654 Hollywood Blvd. |
| Ryan Reynolds      | 6801 Hollywood Blvd. |
| Tim Rice           | 6243 Hollywood Blvd. |
| Irene Rich         | 6225 Hollywood Blvd. |
| Rin Tin Tin        | 1623 Vine Street     |
| The Ritz Brothers  | 6756 Hollywood Blvd. |
| Hal Roach          | 1654 Vine Street     |
| Harold Robbins     | 6743 Hollywood Blvd. |
| Tim Robbins        | 6801 Hollywood Blvd. |
| Theodore Roberts   | 6166 Hollywood Blvd. |
| Cliff Robertson    | 6801 Hollywood Blvd. |
| Paul Robeson       | 6660 Hollywood Blvd. |
| Edward G. Robinson | 6235 Hollywood Blvd. |
| Mark Robson        | 1720 Vine Street     |
| Buddy Rogers       | 6135 Hollywood Blvd. |
| Ginger Rogers      | 6772 Hollywood Blvd. |
| Roy Rogers         | 1752 Vine Street     |
| Will Rogers        | 6401 Hollywood Blvd. |
| Gilbert Roland     | 6730 Hollywood Blvd. |
| Ruth Roland        | 6260 Hollywood Blvd. |
| Cesar Romero       | 6615 Hollywood Blvd. |
| Mickey Rooney      | 1718 Vine Street     |
| Robert Rossen      | 6821 Hollywood Blvd. |
| Lillian Roth       | 6330 Hollywood Blvd. |
| Richard Rowland    | 1549 Vine Street     |
| Alma Rubens        | 6409 Hollywood Blvd. |
| Paul Rudd          | 6834 Hollywood Blvd. |
| Charles Ruggles    | 6264 Hollywood Blvd. |
| Wesley Ruggles     | 6424 Hollywood Blvd. |
| Gail Russell       | 6933 Hollywood Blvd. |
| Harold Russell     | 6752 Hollywood Blvd. |
| Kurt Russell       | 6201 Hollywood Blvd. |
| Jane Russell       | 6850 Hollywood Blvd. |
| Rosalind Russell   | 1708 Vine Street     |
| Ann Rutherford     | 6834 Hollywood Blvd. |
| Winona Ryder       | 7018 Hollywood Blvd. |

## S
| Name                  | Adresse              |
| --------------------- | -------------------- |
| Sabu                  | 6251 Hollywood Blvd. |
| Eva Marie Saint       | 6624 Hollywood Blvd. |
| Zoe Saldana           | 6920 Hollywood Blvd. |
| George Sanders        | 1636 Vine Street     |
| Adam Sandler          | 6262 Hollywood Blvd. |
| Mark Sandrich         | 1719 Vine Street     |
| Susan Sarandon        | 6801 Hollywood Blvd. |
| Telly Savalas         | 6801 Hollywood Blvd. |
| Joseph Schenck        | 6757 Hollywood Blvd. |
| Victor Schertzinger   | 1611 Vine Street     |
| Joseph Schildkraut    | 6780 Hollywood Blvd. |
| Ernest B. Schoedsack  | 6270 Hollywood Blvd. |
| B. P. Schulberg       | 1500 Vine Street     |
| Arnold Schwarzenegger | 6764 Hollywood Blvd. |
| Martin Scorsese       | 6801 Hollywood Blvd. |
| Lizabeth Scott        | 1624 Vine Street     |
| Randolph Scott        | 6243 Hollywood Blvd. |
| Zachary Scott         | 6349 Hollywood Blvd. |
| George Seaton         | 1752 Vine Street     |
| Dorothy Sebastian     | 6655 Hollywood Blvd. |
| Edward Sedgwick       | 6801 Hollywood Blvd. |
| William A. Seiter     | 6240 Hollywood Blvd. |
| William Selig         | 6116 Hollywood Blvd. |
| Tom Selleck           | 6925 Hollywood Blvd. |
| David O. Selznick     | 7000 Hollywood Blvd. |
| Lewis J. Selznick     | 6412 Hollywood Blvd. |
| Larry Semon           | 6933 Hollywood Blvd. |
| Mack Sennett          | 6710 Hollywood Blvd. |
| Mark Serrurier        | 6667 Hollywood Blvd. |
| Dr. Seuss             | 6600 Hollywood Blvd. |
| Leon Shamroy          | 6925 Hollywood Blvd. |
| Norma Shearer         | 6636 Hollywood Blvd. |
| Charlie Sheen         | 7021 Hollywood Blvd. |
| Martin Sheen          | 1500 Vine Street     |
| Ann Sheridan          | 7024 Hollywood Blvd. |
| The Sherman Brothers  | 6918 Hollywood Blvd. |
| Anne Shirley          | 7018 Hollywood Blvd. |
| Shrek                 | 6931 Hollywood Blvd. |
| George Sidney         | 6307 Hollywood Blvd. |
| Sylvia Sidney         | 6245 Hollywood Blvd. |
| Milton Sills          | 6263 Hollywood Blvd. |
| Joel Silver           | 6925 Hollywood Blvd. |
| Frank Sinatra         | 1600 Vine Street     |
| John Singleton        | 6915 Hollywood Blvd. |
| Penny Singleton       | 6547 Hollywood Blvd. |
| Edward Small          | 1501 Vine Street     |
| C. Aubrey Smith       | 6327 Hollywood Blvd. |
| Pete Smith            | 1621 Vine Street     |
| Wesley Snipes         | 7018 Hollywood Blvd. |
| Snow White            | 6910 Hollywood Blvd. |
| Ann Sothern           | 1612 Vine Street     |
| Sissy Spacek          | 6834 Hollywood Blvd. |
| Kevin Spacey          | 6801 Hollywood Blvd. |
| David Spade           | 7018 Hollywood Blvd. |
| Arthur Spiegel        | 1680 Vine Street     |
| Steven Spielberg      | 6801 Hollywood Blvd. |
| Adela St. Johns       | 6424 Hollywood Blvd. |
| Al St. John           | 6313 Hollywood Blvd. |
| Robert Stack          | 7001 Hollywood Blvd. |
| John M. Stahl         | 6546 Hollywood Blvd. |
| Sylvester Stallone    | 6712 Hollywood Blvd. |
| Barbara Stanwyck      | 1751 Vine Street     |
| Pauline Starke        | 6125 Hollywood Blvd. |
| Ralph Staub           | 1752 Vine Street     |
| Mary Steenburgen      | 7021 Hollywood Blvd. |
| Rod Steiger           | 7080 Hollywood Blvd. |
| Jules C. Stein        | 6821 Hollywood Blvd. |
| Max Steiner           | 1559 Vine Street     |
| Ford Sterling         | 6612 Hollywood Blvd. |
| Jan Sterling          | 6638 Hollywood Blvd. |
| Josef von Sternberg   | 6401 Hollywood Blvd. |
| George Stevens        | 1709 Vine Street     |
| Onslow Stevens        | 6349 Hollywood Blvd. |
| Anita Stewart         | 6724 Hollywood Blvd. |
| James Stewart         | 1708 Vine Street     |
| Mauritz Stiller       | 1713 Vine Street     |
| Dean Stockwell        | 7000 Hollywood Blvd. |
| Andrew L. Stone       | 6777 Hollywood Blvd. |
| Fred Stone            | 1634 Vine Street     |
| George E. Stone       | 6932 Hollywood Blvd. |
| Lewis Stone           | 6526 Hollywood Blvd. |
| Milburn Stone         | 6823 Hollywood Blvd. |
| Oliver Stone          | 7013 Hollywood Blvd. |
| Sharon Stone          | 6925 Hollywood Blvd. |
| Edith Storey          | 1523 Vine Street     |
| Lee Strasberg         | 6757 Hollywood Blvd. |
| Meryl Streep          | 7018 Hollywood Blvd. |
| Barbra Streisand      | 6925 Hollywood Blvd. |
| Erich von Stroheim    | 6826 Hollywood Blvd. |
| Strongheart           | 1724 Vine Street     |
| Gloria Stuart         | 6714 Hollywood Blvd. |
| John Sturges          | 6511 Hollywood Blvd. |
| Preston Sturges       | 1601 Vine Street     |
| Margaret Sullavan     | 1751 Vine Street     |
| Barry Sullivan        | 6160 Hollywood Blvd. |
| Slim Summerville      | 6409 Hollywood Blvd. |
| Donald Sutherland     | 7024 Hollywood Blvd. |
| Mack Swain            | 1500 Vine Street     |
| Hilary Swank          | 6925 Hollywood Blvd. |
| Gloria Swanson        | 6750 Hollywood Blvd. |
| Patrick Swayze        | 7021 Hollywood Blvd. |
| Blanche Sweet         | 1751 Vine Street     |

## T
| Name               | Adresse              |
| ------------------ | -------------------- |
| Mabel Taliaferro   | 6720 Hollywood Blvd. |
| Constance Talmadge | 6300 Hollywood Blvd. |
| Norma Talmadge     | 1500 Vine Street     |
| Akim Tamiroff      | 1634 Vine Street     |
| Jessica Tandy      | 6284 Hollywood Blvd. |
| Norman Taurog      | 1600 Vine Street     |
| Elizabeth Taylor   | 6336 Hollywood Blvd. |
| Estelle Taylor     | 1620 Vine Street     |
| Robert Taylor      | 1500 Vine Street     |
| Shirley Temple     | 1500 Vine Street     |
| Alice Terry        | 6626 Hollywood Blvd. |
| Irving Thalberg    | 7006 Hollywood Blvd. |
| Phyllis Thaxter    | 6531 Hollywood Blvd. |
| Charlize Theron    | 6801 Hollywood Blvd. |
| Bob Thomas         | 6841 Hollywood Blvd. |
| Lowell Thomas      | 6433 Hollywood Blvd. |
| Emma Thompson      | 6714 Hollywood Blvd. |
| Fred Thomson       | 6850 Hollywood Blvd. |
| Billy Bob Thornton | 6801 Hollywood Blvd. |
| Richard Thorpe     | 6101 Hollywood Blvd. |
| The Three Stooges  | 1560 Vine Street     |
| Gene Tierney       | 6125 Hollywood Blvd. |
| Steve Tisch        | 6522 Hollywood Blvd. |
| Genevieve Tobin    | 6119 Hollywood Blvd. |
| Thelma Todd        | 6262 Hollywood Blvd. |
| Franchot Tone      | 6560 Hollywood Blvd. |
| Regis Toomey       | 7021 Hollywood Blvd. |
| David Torrence     | 6564 Hollywood Blvd. |
| Ernest Torrence    | 6801 Hollywood Blvd. |
| Maurice Tourneur   | 6243 Hollywood Blvd. |
| Lee Tracy          | 1638 Vine Street     |
| Spencer Tracy      | 6814 Hollywood Blvd. |
| John Travolta      | 6901 Hollywood Blvd. |
| Arthur Treacher    | 6274 Hollywood Blvd. |
| Claire Trevor      | 6933 Hollywood Blvd. |
| Laurence Trimble   | 6340 Hollywood Blvd. |
| Forrest Tucker     | 6385 Hollywood Blvd. |
| Sophie Tucker      | 6321 Hollywood Blvd. |
| Tom Tully          | 6119 Hollywood Blvd. |
| Lana Turner        | 6241 Hollywood Blvd. |
| Ted Turner         | 7000 Hollywood Blvd. |
| Ben Turpin         | 1651 Vine Street     |
| Helen Twelvetrees  | 6263 Hollywood Blvd. |
| Cicely Tyson       | 7080 Hollywood Blvd. |

## V
| Name              | Adresse              |
| ----------------- | -------------------- |
| Vera Vague        | 1720 Vine Street     |
| Jack Valenti      | 7000 Hollywood Blvd. |
| Rudolph Valentino | 6164 Hollywood Blvd. |
| Virginia Valli    | 6125 Hollywood Blvd. |
| Mamie Van Doren   | 7057 Hollywood Blvd. |
| W. S. Van Dyke    | 6141 Hollywood Blvd. |
| Jo Van Fleet      | 7010 Hollywood Blvd. |
| Robert Vaughn     | 6633 Hollywood Blvd. |
| Vince Vaughn      | 6201 Hollywood Blvd. |
| Lupe Vélez        | 6927 Hollywood Blvd. |
| Evelyn Venable    | 1500 Vine Street     |
| Vera-Ellen        | 7083 Hollywood Blvd. |
| Bobby Vernon      | 6825 Hollywood Blvd. |
| Charles Vidor     | 6676 Hollywood Blvd. |
| King Vidor        | 6743 Hollywood Blvd. |

## W
| Name                   | Adresse                  |
| ---------------------- | ------------------------ |
| Robert Wagner          | 7021 Hollywood Blvd.     |
| Mark Wahlberg          | 6259 Hollywood Blvd.     |
| Robert Walker          | 1709 Vine Street         |
| Richard Wallace        | 1560 Vine Street         |
| Raoul Walsh            | 6135 Hollywood Blvd.     |
| Charles Walters        | 6402 Hollywood Blvd.     |
| Henry B. Walthall      | 6201 Hollywood Blvd.     |
| Christoph Waltz        | 6667 Hollywood Blvd.     |
| H. B. Warner           | 6600 Hollywood Blvd.     |
| Harry Warner           | 6441 Hollywood Blvd.     |
| Jack L. Warner         | 6541 Hollywood Blvd.     |
| Sam Warner             | 6201 Hollywood Blvd.     |
| Ruth Warrick           | 6689 Hollywood Blvd.     |
| Lew Wasserman          | 6349 Hollywood Blvd      |
| Sam Waterston          | 7040 Hollywood Blvd.     |
| The Watson Family      | 6674 Hollywood Blvd.     |
| John Wayne             | 1541 Vine Street         |
| Sigourney Weaver       | 7021 Hollywood Blvd.     |
| John Waters            | 6644 Hollywood Blvd.     |
| Clifton Webb           | 6850 Hollywood Blvd      |
| Lois Weber             | 6518 Hollywood Blvd.     |
| Jerry Weintraub        | 6931 Hollywood Blvd.     |
| Raquel Welch           | 7021 Hollywood Blvd.     |
| Orson Welles           | 1600 Vine Street         |
| William A. Wellman     | 6125 Hollywood Blvd.     |
| Adam West              | 6764 Hollywood Blvd.     |
| Mae West               | 1560 Vine Street         |
| The Westmore Family    | 1645 Vine Street         |
| Haskell Wexler         | 7070 Hollywood Blvd.     |
| Forest Whitaker        | 6801 Hollywood Boulevard |
| Alice White            | 1511 Vine Street         |
| Jack White             | 6366 Hollywood Blvd.     |
| Jules White            | 1559 Vine Street         |
| Pearl White            | 6838 Hollywood Blvd.     |
| Stuart Whitman         | 7083 Hollywood Blvd      |
| Richard Widmark        | 6800 Hollywood Blvd.     |
| Henry Wilcoxon         | 6256 Hollywood Blvd.     |
| Cornel Wilde           | 1635 Vine Street         |
| Billy Wilder           | 1751 Vine Street         |
| Tichi Wilkerson Kassel | 7000 Hollywood Blvd.     |
| Warren William         | 1559 Vine Street         |
| Billy Dee Williams     | 1521 Vine Street         |
| Earle Williams         | 1560 Vine Street         |
| Esther Williams        | 1560 Vine Street         |
| Guy Williams           | 7080 Hollywood Blvd.     |
| Kathlyn Williams       | 7038 Hollywood Blvd      |
| Robin Williams         | 6925 Hollywood Blvd.     |
| Bruce Willis           | 6915 Hollywood Blvd.     |
| Chill Wills            | 6923 Hollywood Blvd.     |
| Carey Wilson           | 6301 Hollywood Blvd.     |
| Lois Wilson            | 6933 Hollywood Blvd.     |
| Marie Wilson           | 6601 Hollywood Blvd.     |
| Rita Wilson            | 7024 Hollywood Blvd.     |
| Claire Windsor         | 7021 Hollywood Blvd.     |
| Marie Windsor          | 1549 N. Vine Street      |
| Toby Wing              | 6561 Hollywood Blvd.     |
| Irwin Winkler          | 6801 Hollywood Blvd.     |
| Kate Winslet           | 6262 Hollywood Blvd.     |
| Stan Winston           | 6522 Hollywood Blvd.     |
| Shelley Winters        | 1752 Vine Street         |
| Robert Wise            | 6340 Hollywood Blvd.     |
| Jane Withers           | 6119 Hollywood Blvd.     |
| Reese Witherspoon      | 6262 Hollywood Blvd.     |
| Anna May Wong          | 1708 Vine Street         |
| Natalie Wood           | 7000 Hollywood Blvd.     |
| Sam Wood               | 6714 Hollywood Blvd.     |
| Woody Woodpecker       | 7000 Hollywood Blvd.     |
| James Woods            | 7021 Hollywood Blvd.     |
| Joanne Woodward        | 6801 Hollywood Blvd.     |
| Monty Woolley          | 6542 Hollywood Blvd.     |
| Fay Wray               | 6349 Hollywood Blvd.     |
| Teresa Wright          | 1680 Vine Street         |
| William Wyler          | 1731 Vine Street         |
| Jane Wyman             | 6607 Hollywood Blvd.     |
| Ed Wynn                | 1541 Vine Street         |

## Y
| Name                | Adresse              |
| ------------------- | -------------------- |
| Michael York        | 6385 Hollywood Blvd. |
| Clara Kimball Young | 6513 Hollywood Blvd. |
| Loretta Young       | 6100 Hollywood Blvd. |
| Robert Young        | 6933 Hollywood Blvd. |
| Roland Young        | 6523 Hollywood Blvd. |

## Z
| Name              | Adresse              |
| ----------------- | -------------------- |
| Darryl F. Zanuck  | 6336 Hollywood Blvd. |
| Richard D. Zanuck | 6915 Hollywood Blvd. |
| Renée Zellweger   | 7000 Hollywood Blvd. |
| Robert Zemeckis   | 6925 Hollywood Blvd. |
| Hans Zimmer       | 6908 Hollywood Blvd. |
| Fred Zinnemann    | 6629 Hollywood Blvd. |
| Adolph Zukor      | 1617 Vine Street     |